# (4474) Proust
(4474) Proust (1981 QZ2) – planetoida z pasa głównego asteroid okrążająca Słońce w ciągu 5,69 lat w średniej odległości 3,19 j.a. Odkryta 24 sierpnia 1981 roku.